# Morena ondulada
La morena ondulada (Gymnothorax undulatus) és una espècie de peix de la família dels murènids i de l'ordre dels anguil·liformes.

## Morfologia
Els mascles poden assolir els 150 cm de longitud total.

## Distribució geogràfica
Es troba des del Mar Roig i l'Àfrica oriental fins a la Polinèsia Francesa, el sud del Japó, les Hawaii i el sud de la Gran Barrera de Corall. També a Costa Rica i Panamà.

## Costums
És bentònic.

## Ús comercial
És emprada en la medicina tradicional xinesa.

## Observacions
N'hi ha informes d'enverinament per ciguatera.